# NGC 3223
إن جي سي 3223 مجرة حلزونية ضلعية في إتجاة كوكبة مفرغة الهواء قدرها الظاهري مابين 11  و 12 
اكتشفت في 2 فبراير عام 1835 من قبل جون هيرشل و ادرجت في وقت لاحق تحت مسمى إن جي سي 3223.
ورصدها لويس سويفت في (30 ديسمبر 1897) (و ادرجت في وقت لاحق تحت مسمى IC 2571)